# Police nationale (Philippines)
Pour les autres articles nationaux ou selon les autres juridictions, voir Police nationale.
La police nationale des Philippines (Philippine National Police an anglais ou Pambansang Pulisya ng Pilipinas en filipino), en abrégé « PNP », est chargée de faire appliquer la loi sur le territoire des Philippines, tant au niveau national que local. Elle a été formée en 1991 par la fusion de deux corps, l’Integrated National Police et la Philippine Constabulary.
La PNP est dirigée par un directeur général ou chef de la PNP. Depuis le 1er avril 2024, le chef de la PNP est le général de police Rommel Francisco D. Marbil, diplômé en 1991 de l'Académie militaire philippine. La PNP a son siège est à Quezon City dans la région de Manille. Elle est organisée sur une base régionale et provinciale.

## Histoire
L'Integrated National Police (INP) avait été formée en 1975.
La Philippine Constabulary (PC) avait été créée par les Américains en 1901 (quand les Philippines étaient colonie américaine) selon une organisation militaire.

## Controverses
Le 16 août 2017, Kian delos Santos, étudiant de 17 ans, a été tué à Caloocan par des policiers dans la guerre contre la drogue du président Rodrigo Duterte (2016-2022). Trois policiers ont été condamnés à 40 ans d'emprisonnement. La Cour (Regional Trial Court) rappelle que la police ne peut faire usage de la force si leur but peut être atteint autrement: Le slogan "Tirez d'abord, pensez après" est inadmissible dans une société civilisée.
En mars 2019, dans le centre du pays, la police abat 14 paysans qu'elle présente comme des membres ou des sympathisants de la rébellion du Parti communiste des Philippines (1968) ou de la Nouvelle Armée populaire. Pourtant, selon des associations, il s'agissait de civils apparemment engagés dans des luttes sociales,,.
Le 10 août 2023, six policiers font l'objet d'une enquête judiciaire pour un tir fatal sur Jerhode Baltazar, un adolescent de 17 ans, sans aucune arme, pris par erreur pour un homme suspecté de meurtre (Reynaldo Bolivar). Au Sénat des Philippines, à la commission de l'ordre public et des drogues, les sénateurs Risa Hontiveros, Ronald dela Rosa, et Raffy Tulfo ont interrogé les policiers impliqués pour savoir pourquoi ils ont commencé à tirer sur un jeune homme désarmé. Ils invoquent un tir de panique (panic firing).
À Manille, Benjamin Abalos Jr., ministre du Department of the Interior and Local Government (DILG), a exprimé son indignation de la mort de l'adolescent de Navotas, et annoncé une révision des règles d'intervention de la police. De son côté, l'évêque catholique Pablo Virgilio David du diocèse de Caloocan (qui comprend Malabon, Navotas et la partie sud de Caloocan) estime qu'il y a eu meurtre, et non homicide involontaire accidentel. Il invite toutes les paroisses à exprimer leur solidarité avec la famille et la ferme condamnation des auteurs. Le 27 février 2024, la Cour régionale de Navotas a jugé un seul des six policiers poursuivis (déjà révoqués par la police) coupable d'homicide, et non de meurtre, et l'a condamné à quatre ans de prison. Le Ministère de la Justice compte aller en appel aux côtés de la famille, et indique que le président Ferdinand Marcos veut mettre fin aux exécutions sommaires des drogués prônées par son prédécesseur Rodrigo Duterte.

## Cinéma - Télévision
- Badge of Honor : To Serve and Protect est un film d'action de 2018 dirigé par Neal Tan[18], avec Rommel Padilla, Jeric Raval[19], Rayver Cruz[20] et Empress Schuck. Le film est basé sur la vie réelle de cinq policiers répartis dans les Philippines et du député Alfred Vargas[21], et veut donner une image positive de la police, souvent mal vue[22].

- "Ang Probinsyano" (Le Provincial) est une série télévisée philippine en 1 696 épisodes d'environ 34 minutes diffusée entre le 28 septembre 2015 et le 13 mars 2020 sur l'ABS-CBN, puis du 15 juin 2020 au 12 août 2022 sur Kapamilya Channel. L'acteur Coco Martin y incarne le policier Ricardo "Cardo" Dalisay, qui veut venger la mort de son frère policier tué par un collègue corrompu[23]. La série, très populaire[24], est devenue un des programmes les plus regardés dans l'histoire de la télévision philippine[25]. Elle n'hésite pas à montrer la corruption et les choix que doit faire le jeune policier[26]. Mais son succès est dû au dévouement du héros pour sa famille, de même que des millions de Philippins travaillent dur outre-mer (overseas Filipino workers) pour nourrir leur famille[27]. Cette série est inédite dans tous les pays francophones.